# William Archibald Spooner

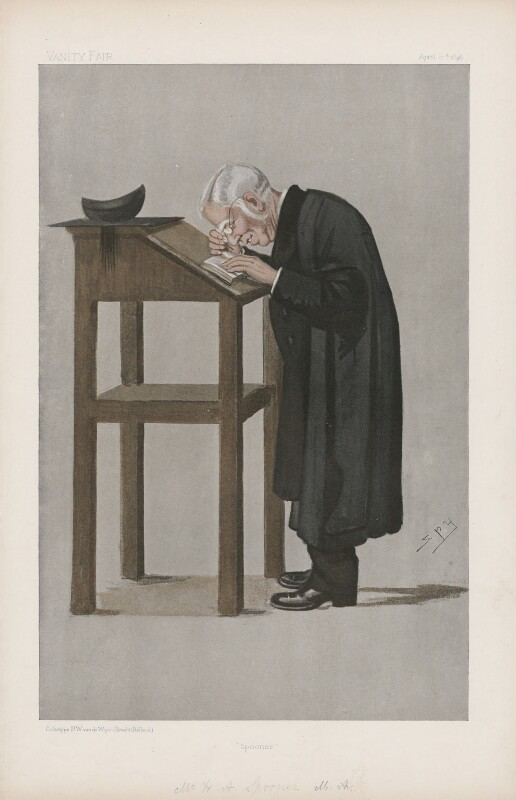
William Archibald Spooner (Karikatur von 1898 in der Zeitschrift Vanity Fair)

William Archibald Spooner (* 22. Juli 1844 in London; † 29. August 1930 in Oxford) war ein englischer Geistlicher und Philosoph. Auf ihn geht der Spoonerismus zurück, ein Ausdruck für Wortverdrehungen mit meist komischen Resultaten.

## Leben
William A. Spooner wurde 1844 am Grosvenor Place in London geboren.  Er ging an der Oswestry School in Mittelengland zur Schule, studierte am New College in Oxford und wurde 1875 von der Church of England zum Priester geweiht.
Spooner machte am New College Karriere, zunächst als Lektor (1886), zuletzt als Warden (1903–1924), also Leiter des College. Er lehrte Alte Geschichte, Theologie und Philosophie (Schwerpunkt: Ethik des Aristoteles). Insgesamt war er der Universität über 60 Jahre verbunden. Seine wenigen Publikationen standen weit hinter seiner Lehr- und Administrationstätigkeit zurück: The Histories of Tacitus (1891), Bishop Butler, His Life and Writings (1901) und Memoir of William of Wykeham (1909) sind die einzig überlieferten Schriften.

## Versprecher als Mode
Professor Spooner galt als streng, sehr gläubig und beliebt. Die Studierenden empfanden den kleinen Mann mit dem großen, blassroten Kopf (Spooner war möglicherweise Albino) als skurril und kauzig, nannten ihn the Spoo, amüsierten sich über seine komischen Wortverdrehungen sowie seinen prägnanten Wortwitz und machten daraus einen Denksport. In den akademischen Kreisen von Oxford war der Begriff des Spoonerismus bereits um 1885 geläufig; bis zur Jahrhundertwende breitete er sich über ganz England aus und wurde 1927 erstmals in der Times erwähnt: Schüler sollten als Hausaufgabe u. a. einen Spoonerismus erfinden.
Welche Spoonerismen tatsächlich auf William A. Spooner persönlich zurückgehen und wie viele auf unfreiwilliger Komik beruhen, ist nicht genau bekannt. Spooner galt als Intellektueller, dessen Gedanken den Worten häufig vorauseilten. Auch gedankliche Abwesenheit war eine seiner Eigenschaften. So stellte er etwa seinen Kollegen „Dr. Child's friend“ als „Dr. Friend's child“ vor, bemitleidete eine Witwe mit den Worten, ihr Mann sei „von Missionaren gefressen“ worden und sagte in einer Predigt: „The Lord is a shoving leopard“ (anstelle von: „The Lord is a loving shepherd.“).  Die New York Times gab in ihrem Nachruf auf Spooner 1930 an, der einzige als faktenfest überlieferte unfreiwillige Lapsus sei 1879 die Vertauschung zweier Laute in seinem Gottesdienst gewesen: Er sprach von der Kanzel zu seiner Gemeinde von „Kinquering Kongs Their Titles Take“, statt von „Conquering Kings...“, und wiederholte diesen Text einmal, bis ein amüsiertes Raunen durch die Reihen ging. Später gab er den Text „It is easier for a camel to pass through the knee of an idol“ (statt „...eye of a needle“) an seine Gemeinde aus. Weitere, Spooner selbst zugeschriebene Verdreher waren „three cheers for our queer old dean“ (statt „...dear old queen“) anlässlich von Königin Victorias Thronjubiläum und bei einem Besuch der Marine in Portsmouth „to see the cattleships and bruisers“ (statt „battleships and cruisers“).
William A. Spooner war nicht immer glücklich mit seiner Reputation. Einmal soll er Studierende, die ihn baten, ihnen etwas zu erzählen, mit den Worten abgewiesen haben, sie wollten ja gar nichts wissen, sondern nur einen Wortverdreher von ihm hören, um sich über ihn lustig zu machen. Sein Schüler Robert Seton sagte anlässlich Spooners Goldener-Hochzeits-Party 1928, der Hype habe sich praktisch ohne den Professor von selbst entwickelt. Er habe mit seinem Freund Arthur Sharp zusammen ein Buch mit dem Titel Spoonerisms veröffentlicht, von dem Spooner sagte, es gefiele ihm, wenn auch keiner der Verdreher auf sein Konto ginge.
Spooner hatte fünf Kinder. Er starb am 29. August 1930 und ist in Grasmere begraben.